# Adam Legzdins
Adam Richard Legzdins (* 28. November 1986 in Penkridge) ist ein ehemaliger englisch-lettischer Fußballtorwart.

## Karriere

### Birmingham City
Legzdins wurde in der Grafschaft Staffordshire geboren und im südlich davon gelegenen Birmingham schloss er sich im Jugendalter der Akademie von Birmingham City an. Dort wurde er 2005 in den Profibereich befördert. Bewährungschancen blieben in der dortigen ersten Mannschaft jedoch in den folgenden drei Jahren aus. Stattdessen lieh ihn Birmingham im Oktober 2005 in die sechsthöchste Spielklasse an Alfreton Town und kurze Zeit darauf eine Liga höher an Halifax Town aus. In der Saison 2006/07 folgten weitere Leihengagements bei Oldham Athletic (als möglicher Ersatz für Les Pogliacomi) und Macclesfield Town, ohne jedoch dort bei einem Dritt- bzw. Viertligaspiel zum Einsatz gekommen zu sein – im Falle von Macclesfield Town war dies überraschend, da Trainer Paul Ince stattdessen auf den eigentlichen Torwarttrainer David Rouse setzte. Nach einer Verlängerung des Vertrags in Birmingham im Sommer 2007 um ein weiteres Jahr, schloss er sich im Oktober 2007 für drei weitere Monate erneut Halifax Town an. Dort ersetzte er auf Anhieb den weitaus erfahreneren Craig Mawson und die Leihperiode wurde bis zum Ende der Spielzeit 2007/08 ausgedehnt.

### Crewe Alexandra & Burton Albion
Im Juli 2008 wechselte Legzdins, der aufgrund der Abstammung seiner Großeltern für die Fußballauswahl Lettlands spielberechtigt wäre, ablösefrei zum Drittligisten Crewe Alexandra, nachdem dort mit Ben Williams und Owain Fôn Williams zwei etatmäßige Keeper den Klub verlassen hatten. Dessen ungeachtet blieb auch bei seinem neuen Klub die Perspektive mau. Erst im zweiten Jahr feierte er sein Debüt in der vierten Liga, nachdem kurz zuvor David Button von Tottenham Hotspur zu seinem Stammklub zurückgekehrt war. Am 22. August 2009 blieb er beim 1:0 gegen Hereford United ohne Gegentor und bis zum Sommer 2010 hatte er in insgesamt sechs Ligapartien für Crewe zwischen den Pfosten gestanden. Im Jahr zuvor hatte er im Frühling 2009 noch beim Fünftligisten FC Weymouth acht Meisterschaftspartien bestritten. Einen neuen Einjahresvertrag lehnte Legzdins im Mai 2010 ab und am 1. Juli 2010 schloss er sich stattdessen für (geplante) zwei Jahre dem Viertligisten Burton Albion an. In der Saison 2010/11 bestritt Legzdins alle 46 Viertligaspiele für Burton Albion, womit er sich nachhaltig für höhere Aufgaben empfahl und im Zweitligisten Derby County einen Interessenten fand.

### Derby County & Leyton Orient
Ende Juni 2011 einigten sich die Vereinsführungen von Burton Albion und Derby County über einen Transfer von Adam Legzdins, der in den Planungen seines neuen Trainers Nigel Clough zweiter Torhüter hinter Frank Fielding sein sollte und einen Vertrag mit einer Laufzeit von drei Jahren erhielt. Als Fielding am 17. September 2011 im Duell mit dem Lokalrivalen Nottingham Forest bereits in der ersten Minute vom Platz gestellt wurde, kam Legzdins zum Zweitligadebüt und gestaltete dieses mit einem 2:1-Sieg erfolgreich. Anschließend kehrte er in die „zweite Reihe“ zurück und als er im März 2012 für einen Monat leihweise zu seinem Ex-Klub Burton Albion zurückkehrte, blieb es auch dort aufgrund einer Hüftverletzung bei nur einem Einsatz. In der folgenden Saison 2012/13 profitierte Legzdins von Fieldings Leistenverletzung im Oktober 2012 und auch trotz dessen Wiedergenesung im Monat darauf bestritt er 30 Partien in Serie bis März 2013. Im Endspurt der Spielzeit setzte Clough dann wieder vermehrt auf den aus seiner Sicht erfahreneren Fielding, mit Ausnahme einer Einwechslung nach Hinausstellung für Fielding und in den letzten beiden Partien. Als Derby im Mai 2013 Lee Grant verpflichtete, wurde Legzdins – wie auch Fielding – trotz einer Restvertragslaufzeit von einem Jahr für einen Transfer freigestellt. Letztlich blieb ein Vereinswechsel aus und nach einem Jahr ohne Einsatz in der ersten Mannschaft von Derby County wechselte Legzdins im Juni 2014 zum Drittligisten Leyton Orient. Er unterschrieb bei dem in London beheimateten Klub einen Vertrag mit zweijähriger Laufzeit, aber bereits nach nur einem Jahr, das für ihn von Verletzungen geplagt war, einigte man sich im Juni 2015 über eine vorzeitige Beendigung des Engagements.

### Rückkehr nach Birmingham
Kurz darauf kehrte Legzdins Ende Juni 2015 zu seinem Heimatklub Birmingham City zurück, wobei der Kontrakt eine zweijährige Laufzeit und eine Option für ein weiteres Jahr vorsah. Bei dem Ex-Verein war er hinter Stammtorhüter Tomasz Kuszczak die zweite Wahl und seine Auftritte beschränkten sich zumeist auf die Pokalwettbewerbe und nur anlässlich einer verletzungsbedingten Pause des polnischen Konkurrenten absolvierte er ab Mitte September 2016 acht Zweitligapartien in Serie – beim Derby gegen Aston Villa setzte Trainer Gary Rowett dann wieder auf Kuszczak. Obwohl Birmingham zum Ende der Saison 2016/17 die Option auf Legzdins' Weiterbeschäftigung nutzte, verließ dieser im August 2017 den Verein in Richtung des Erstligisten FC Burnley. Entscheidend dafür war gleichsam, dass er in Birmingham nach der Verpflichtung von David Stockdale nur noch dritter Torwart zu werden drohte und in Burnley nach dem Rücktritt von Paul Robinson ein adäquater Ersatz für Tom Heaton fehlte. Legzdins unterschrieb in Burnley für drei Jahre; über die Höhe der Ablösesumme wurde Stillschweigen vereinbart. In den folgenden drei Jahren bis zum Vertragsende im Sommer 2020 blieb er jedoch ohne Premier-League-Einsatz.

### Wechsel nach Schottland
Im November 2020 wechselte Legzdins dann zum schottischen Zweitligisten FC Dundee und stieg mit ihm auf Anhieb in die Scottish Premiership auf. Doch nach nur einer Spielzeit folgte erst der direkte Abstieg und im Jahr darauf wieder der Aufstieg in die höchste Spielklasse. Bisher absolvierte der Torhüter 76 Pflichtspiele für den Verein. 